# Wspólnota Emmanuel
Wspólnota Emmauel – katolicki ruch religijny założony przez Piotra Goursat i Martine Laffitte w 1972 roku z grupy modlitewnej Odnowy Charyzmatycznej. Celem ruchu jest przybliżenie Boga wszystkim ludziom bez względu, czy są daleko czy blisko Kościoła. Wspólnota Emmanuel liczy obecnie 9000 członków w 59 krajach na 5 kontynentach.
Wspólnotę Emmanuel w Polsce zapoczątkowała Maria Pieńkowska. Obecnie, Wspólnota Emmanuel w Polsce liczy około 500 członków skupionych w trzech prowincjach: zachodniej (Szczecin, Koszalin, Piła, Poznań, Pleszew, Żnin), centralnej (Warszawa, Lublin), południowej (Kraków, Gliwice, Rzeszów, Wrocław).
Asystentem kościelnym z ramienia Konferencji Episkopatu Polski jest ks. prof. Piotr Mazurkiewicz.